# Supercoppa brasiliana 2020 (pallavolo maschile)
La Supercoppa brasiliana 2020 si è svolta il 30 ottobre 2020: al torneo hanno partecipato due squadre di club brasiliane e la vittoria finale è andata per la seconda volta consecutiva alla Funvic.

## Regolamento
Le squadre hanno disputato una gara unica.

## Squadre partecipanti
| Squadra | Qualificazione                    | Ultima partecipazione      |
| ------- | --------------------------------- | -------------------------- |
| Funvic  | 1ª in Superliga Série A 2019-20   | Supercoppa brasiliana 2019 |
| Sada    | Vincitrice Coppa del Brasile 2020 | Supercoppa brasiliana 2019 |

## Torneo
| 30 ottobre 2020 Ginásio Guanandizão, Campo Grande Durata: ? - Spettatori: ? | Funvic | 3 - 2 | Sada | 19-25, 25-21, 30-28, 14-25, 15-11 |